# Hofanlage Geestrand 4
Die Hofanlage Geestrand 4 in Syke, Ortsteil Osterholz, stammt von 1794 und 1851/52.
Die Gebäudegruppe steht unter Denkmalschutz Sie ist in der Liste der Baudenkmale in Osterholz.

## Geschichte
Osterholz wurde erstmals um 1250 als Osterholte in der Bremer Weserbrückenliste genannt.
Die Hofanlage besteht aus 
- dem eingeschossigen Wohn- und Wirtschaftsgebäude von 1794 (Inschrift) als Zweiständer-Hallenhaus in Fachwerk mit Rotsteinausfachungen, Krüppelwalmdach und Niedersachsengiebel mit Uhlenloch; späterer massiver Wohngiebel im EG aus Ziegeln, Innengerüst im Dielenbereich z. T. erhalten,
- der Scheune von 1851 (Inschrift), Fachwerkhaus mit Rotsteinausfachung und pfannengedecktem Krüppelwalmdach, außermittige Längsdurchfahrt,
- dem Schafstall von 1852 (Inschrift), Fachwerkhaus mit Rotsteinausfachung und pfannengedecktem Walmdach, außermittige Längsdurchfahrt,
- sowie zwei weiteren nicht denkmalgeschützten Gebäuden.

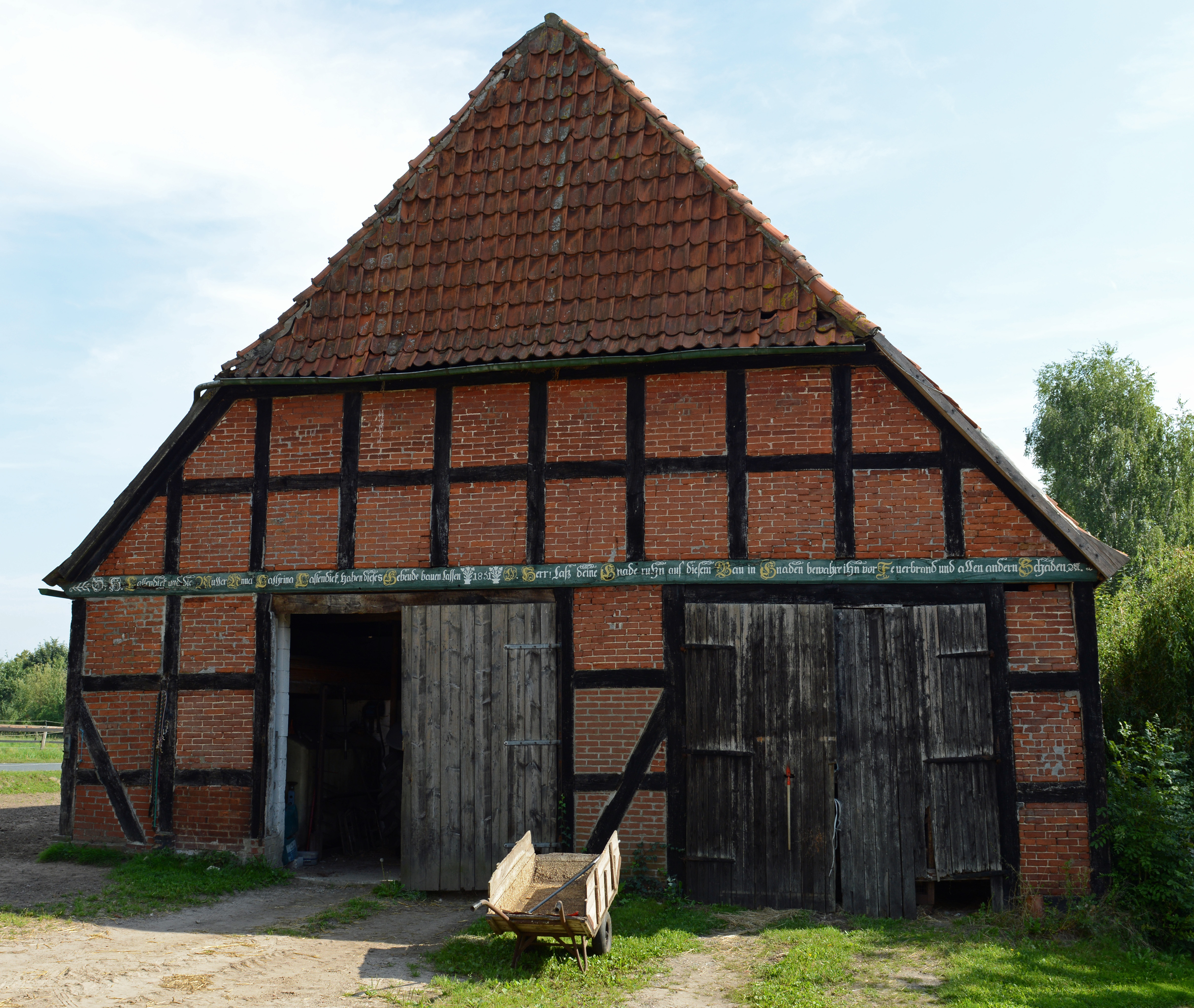
Scheune
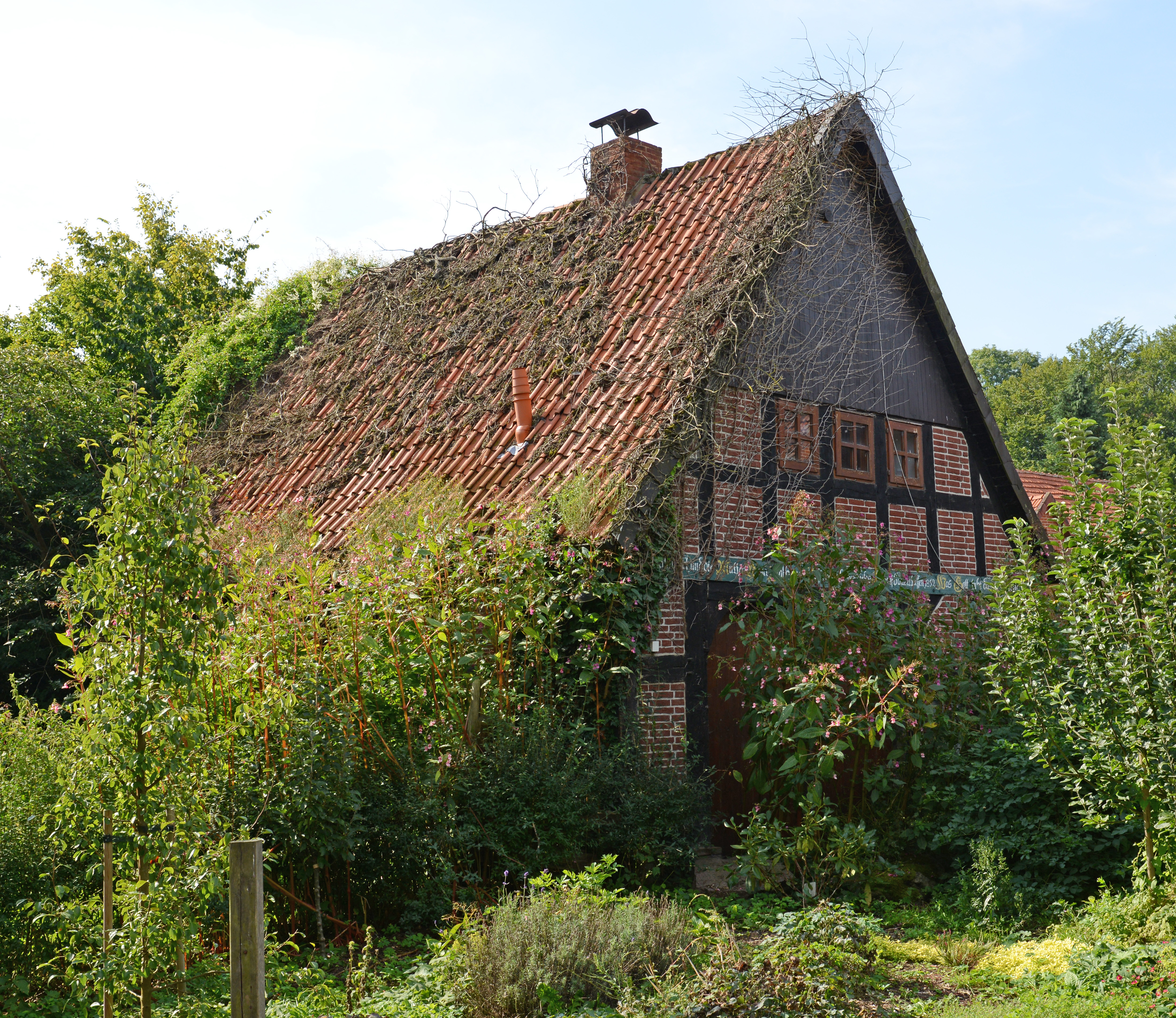
Schafstall